# Булач I
Булач I (ав. Булач-нуцал I; д/н — 1510) — нуцал Аварського ханства в 1485—1510 роках.

## Життєпис
Син Мухаммад-мірзи. Про молоді роки обмаль відомостей. 1485 року успадкував владу після свого стрийка Андуніка I. Розпочав політику з політичного та військового зміцнення держави. Приборкав місцевих феодалів. Потім скасував старовинне правило, за яким владу спадкував небіж нуцала або представники іншої гілки династії. Тепер трон переходив до сина нуцала. Зміцнив військо, яке стало більш організованим.
За цим почав війну проти Хаджи-Алі, шамхала в Хучаді (представника Газікумухського шамхальства, правитель якого на той час носив титул падишаха, а його родичі отримали володіння з титулами шамхалів). Внаслідок блискавичної кампанії Булач I переміг Хаджи-Алі-шамхала, зруйнував його резиденцію в Хучаді. Син останнього Ганбулат втік до Тіндібу. За цим уклав мир з власне падишахом Газікумуського шамхальства.
Протягом усього панування Булач I зміцнив внутрішнє і зовнішнє становище своєї держави, розширив її кордони, які стали більш стабільними й тривалими. Помер 1510 року. Йому спадкував онук Амір-Гамза I.